# نشافان (أرارات)
مدينة نشافان (بالأرمينية:Նշավան) (بالإنجليزية: Nshavan)‏ هي إحدى المدن التابعة لمقاطعة أرارات في أرمينيا. يقدر عدد سكانها بـ 1792 نسمة حسب الإحصاء الذي جرى عام 2011.